# Dům umění města Brna
Dům umění města Brna (DUmB) je brněnská výstavní instituce typu Kunsthalle zaměřená na prezentaci současného výtvarného umění. Je příspěvkovou organizací statutárního města Brna. 
Hlavní budova DUmB s ředitelstvím se nachází v centru města na Malinovského náměstí č. 2. Pod DUmB spadá také Dům pánů z Kunštátu na Dominikánské ulici č. 9 a jeho součást Galerie G99. Od prosince 2023 zde sídlí Centrum umění nových médií – Vašulka Kitchen Brno (VKB), které původně od roku 2018 bylo umístěno v suterénu hlavní budovy. Ředitelkou organizace je od března 2013 Terezie Petišková.

## Historie a budovy
Počátky historie brněnského Domu umění jsou spjaty s Moravským uměleckým spolkem (Mährischer Kunstverein). Ten vznikl v druhé polovině 19. století s cílem pořádat v Brně a jiných moravských městech pravidelně výstavy, popularizovat umění mezi veřejností a podporovat výtvarné umělce. Po dlouholetých snahách o získání vlastního reprezentačního prostoru byl na základě návrhu architekta Heinricha Karla Rieda postaven a 25. března 1911 slavnostně otevřen Jubilejní dům umělců císaře Františka Josefa. Plášť stavby a část interiéru byly provedeny v doznívajícím secesním slohu, galerijní prostory byly oproti tomu pojaty velmi moderně – prostorné, bez dekoru a osvětlené skrze prosklené střechy.    
V průběhu druhé světové války se změnily stanovy i vedení Moravského uměleckého spolku, výstavní program se dostal pod vliv nacistických organizací. Spolek byl proto na základě jednoho z dekretů prezidenta Edvarda Beneše v roce 1946 zrušen. Dům umělců již o rok dříve převzala Správa města Brna (tehdy byl také název změněn na Dům umění), od roku 1946 pak budovu spravoval městský národní výbor. Změn doznal i vzhled budovy, jelikož ta byla částečně poničena leteckým bombardováním na konci války. Mezi lety 1946–1947 proběhla pod vedením Bohuslava Fuchse přestavba, při níž byly odstraněny ornamentální prvky vycházející z germánské mytologie a historizující plášť budovy dostal funkcionalistický vzhled, který více korespondoval se vzhledem výstavních sálů. Poslední větší rekonstrukcí prošel Dům umění v letech 2008–2009, jejími autory jsou Petr Hrůša a Markéta Hrůšová.
V roce 1958 byl Domu umění předán do správy Dům pánů z Poděbrad, v roce 1959 přejmenovaný na Dům pánů z Kunštátu. Zde následně vzniklo několik výstavních prostor věnovaných různým oborům – Kabinet fotografie, Kabinet grafiky a Kabinet architektury. Mezi lety 1990–2003 proběhla rekonstrukce, při níž byly pozměněny vnitřní dispozice budovy, místo oborových kabinetů vznikla kavárna Trojka a galerie G99, která se zaměřuje na nejmladší generaci umělců a rezidenční projekty.

## Kabinet fotografie Jaromíra Funka
Ředitel Adolf Kroupa založil v rámci Domu umění v roku 1958 Kabinet fotografie Jaromíra Funka, specializovanou výstavní síň fotografie, která výrazně podpořila emancipaci oboru fotografie v Československu. Sídlila na přízemí Domu pánů z Kunštátu až do roku 2007, kdy ji Rostislav Koryčánek nahradil galerií G99. Výstavy byly provázeny jednotně graficky řešenou řadou katalogů, jejichž rozsáhlý soubor patří k základní dokumentaci historie fotografie v Československu. Kabinet fotografie byl také pořadatelem inspirativních sympozií. V 80. létech zorganizoval společně s podobně zaměřenou slovenskou Galerií F sympozia s netradičními tématy - Umění vystavovat fotografii (1984) a Fotografie a divák (1988). Na prvém se setkali zástupci českých galerií fotografie v diskusi o metodách prezentace fotografie, na druhém se teoretici fotografie společně se sociology a psychology zamýšleli nad vnímáním fotografie, které bylo v galeriích dosud bráno příliš mechanicky. Sympozia z podnětu Galerie F překročila přísné hranice legálnosti, zúčastnily se jich i osobnosti pronásledované komunistickým režimem, ale oběma pořadatelům se nakonec podařilo stranou pozornosti komunistických úřadů vydat necenzurované sborníky, které jsou důležitým dokumentem dobového vývoje oboru v Československu. Dům umění spolupracoval s Galerií F také v rámci výměny výstav fotografie.    

## Ředitelé od roku 1945
- 1945–1951 František Venera (1901–1979)
- 1954–1970 Adolf Kroupa (1910–1981)
- 1970–1975 Gerta Pospíšilová (1918–1995)
- 1975–1981 Miloslav Doležal (1917–1995)
- 1981–1996 Karel Moudrý (1942–?)
- 1997–2001 Pavel Liška (1941–2021)
- 2002–2006 Radek Horáček (* 1959)
- 2007–2012 Rostislav Koryčánek (* 1972)
- 2013–dosud Terezie Petišková (* 1966)

## Cena Jindřicha Chalupeckého
Cena Jindřicha Chalupeckého se v této instituci konala od roku 2002 do roku 2012 každé dva roky. 